# Stanislaus Fuchs

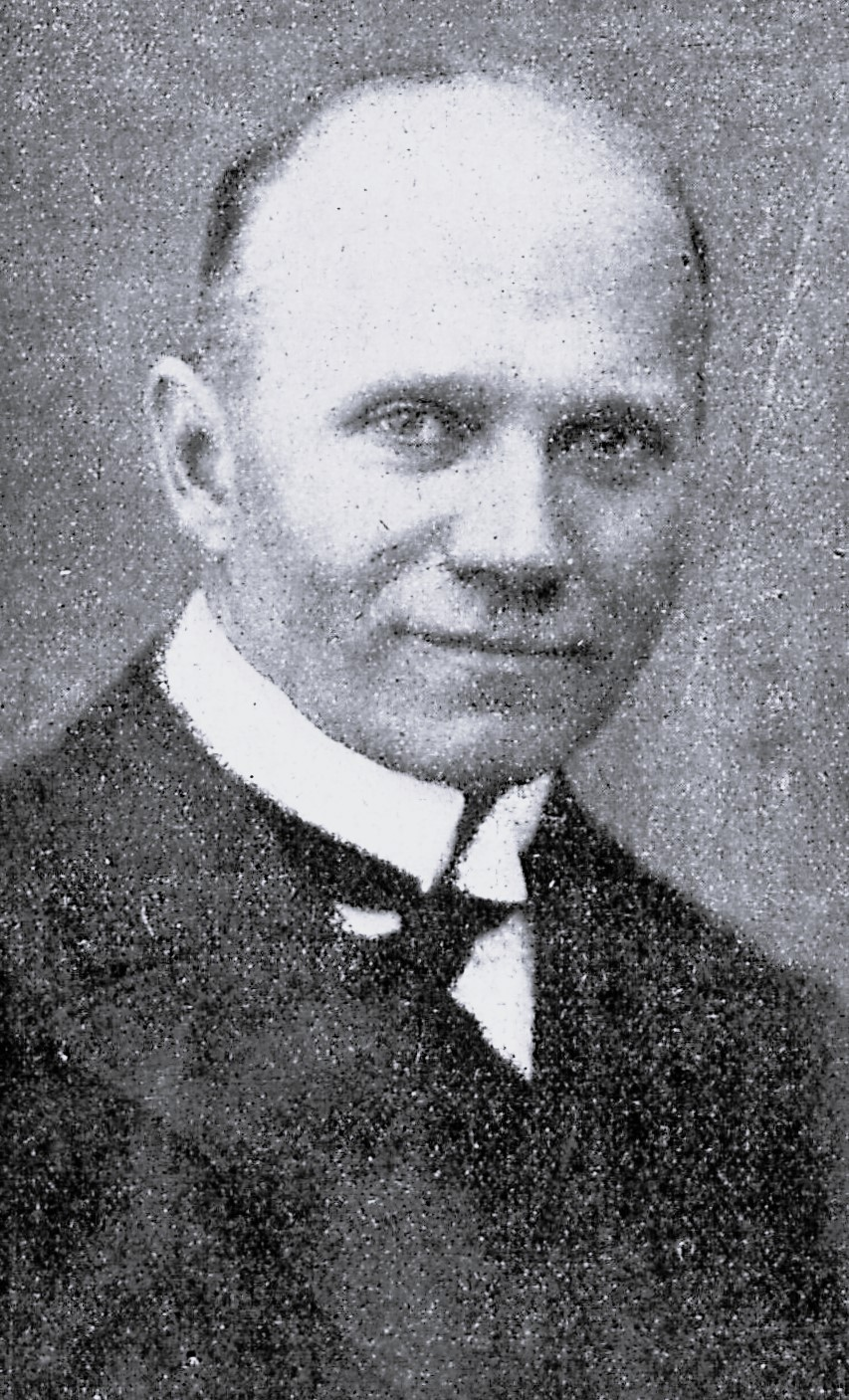
Stanislaus Fuchs

Stanislaus K. Fuchs (* 13. November 1864 in Posen; † 11. März 1942 in Essen) war ein deutscher Schauspieler und Intendant.

## Laufbahn
Da seine Eltern bereits in seiner frühen Kindheit nach Berlin zogen, erhielt Fuchs dort seine Erziehung. Er besuchte das Askanische Gymnasium und wollte sich dem Schiffsingenieurfach widmen. Als Einjährig-Freiwilliger beim Fußartillerie-Regiment „General-Feldzeugmeister“ (Brandenburgisches) Nr. 3 in Brandenburg an der Havel zwang ihn eine während seines Dienstjahres erlittene Fußverletzung zur Wahl eines anderen Berufes.
Seinen eigenen Ausführungen zufolge führte ihn eher der Zufall als die Neigung dem Theater zu. Seine Liebe zur Bühne sollte sich erst während seines Berufes entwickeln. Bei einer kleinen aber tüchtigen Direktion gab er als Baron Zinnow in „Havemanns Töchter“ im September 1887 sein Debüt als Schauspieler. Aus seiner Sicht verlief es nicht günstig, jedoch erkannte man ein Talent und Fuchs konnte wenige Wochen später die Scharte wieder auswetzen. Es folgten erfolgreiche Engagements in Bromberg und Königsberg.
Fuchs wurde 1890 an dem  Lobe-Theater in Breslau engagiert. Dieses durchlebte unter Fritz Witte-Wild zu jener Zeit seine Glanzperiode. Neben Müller-Hanno und anderen berühmten Größen dürfte er erste Rollen spielen. Bereits hier hatte er regstes Interesse für die Regie und die Kunst des Inszenierens entwickelt. Er ging als Regisseur nach Elberfeld, leitete selbstständig erst das Sommertheater in Bad Cudowa und später das „Landschaftliche Theater auf Helgoland“. Georg Kurtscholz, Direktor des Hoftheaters, holte ihn 1895 als Oberregisseur nach Gera. In den darauffolgenden dreizehn Jahren leitete Fuchs neben dem Direktor alle bedeutenden Inszenierungen der Bühne.
Im Laufe der Jahre wurden ihm mehrere Ordensverleihungen zuteil.
Als das neue Theater in Lübeck 1. Oktober 1908 eröffnet wurde, kam Fuchs als Oberregisseur und Schauspieler aus Gera mit, als der Leiter zum ersten Direktor des Theaters wurde. In den folgenden drei Jahren gewann das lübeckische Publikum einen großen Überblick über seine Kunst. In seinen Molière-Darstellungen erntete er viele Lorbeeren.
Die ständige Kritik, Intrigen, vielerlei Hickhack und das defizitäre Theater griffen Kurtscholz' Gesundheit derart an, dass er nach drei Jahren zurücktrat und kurz darauf verstarb.
Die lübeckische Theaterbehörde, die über das Wohl und Wehe des Musentempels wachte, setzte darauf, dass Fuchs mit den dortigen Verhältnissen vertraut war und verpflichtete ihn bis 1920 als Theaterchef des neuen Hauses. In jenen Jahren trat zu seinem Leidwesen der Schauspieler, bis auf einige Gastspiele, in den Hintergrund.
Mitte September 1911 begann Fuchs seine Direktionsführung mit einer wuchtigen Aufführung von Henrik Ibsens „Kronprätendenten“. Als Pragmatiker wollte er die Fehler seines Vorgängers vermeiden und setzte auf Unterhaltung mit Klassikern, Komödien, Possen und hielt sich von Trauerspielen fern. In seinem ersten Jahr gab es gleich zwölf Novitäten und fünf taufrische Operetten. Er deckte sein Publikum mit mindestens 21 Opern ein. Unter diesen befanden sich die noch heute das Repertoire bildende Fidelio, Carmen, Aida, Maskenball und La traviata. Da das Orchester keine Sommerpause hatte, der Verein der Musikfreunde ließ es als sein Arbeitgeber im Sommer als Kurorchester in Travemünde spielen, wurde es überlastet.
Trotzdem machte Fuchs in seiner ersten Spielzeit ein Defizit von 35400 Mark. Der Senat trug diesen Verlust zwar in Höhe von 32000 Mark, die Differenz, sie betrug etwa ein Zehntel von Fuchs’ Jahreseinkommen, musste er selbst bezahlen. Um dies heute vergleichen zu können, sei auf die Zahlen des gleichen Zeitraumes für das Theater in Kiel verwiesen. Die Kieler subventionierten in dieser Spielzeit ihr Theater mit 180000 Mark.
Nicht nur weil die Löhne der Bühnenarbeiter auf 105 Mark monatlich erhöht und deren tägliche Arbeitszeit auf elf Stunden verringert werden musste, blieb das Finanzielle weiterhin mehr als das Künstlerische der strittige Punkt in Lübeck.
Um den Betrieb aufrechterhalten zu können, legte Fuchs ein Sparprogramm, dem die Theaterbehörde „zähneknirschend“ zustimmte, vor:
1. nur eine siebenmonatige Spielzeit von Oktober bis April.
2. Montags blieb das Theater geschlossen
3. die Gagen von 150 bis 399 Mark wurden im Verhältnis 40:60 und ab 400 Mark um die Hälfte reduziert
4. für die Oper wurde ein Einheitsabonnement von 50 Pfennig bis 50 Mark und das Schauspiel von 30 Pfennig bis 2 Mark eingeführt
5. der Defizit-Zuschuss wurde auf 6000 Mark begrenzt
6. der Direktor verzichtete auf Gewinne

Der Dirigent Wilhelm Furtwängler verließ nach nur vier Jahren 1915 die Hansestadt nach Mannheim.
Nur einmal machte Fuchs in Lübeck Gewinn. Als er 1916 die Sommerbühne des inzwischen städtischen lübeckischen Stadthallen-Theaters bespielte, wurde ein Überschuss, von dem er die Hälfte behalten dürfte, erwirtschaftet.

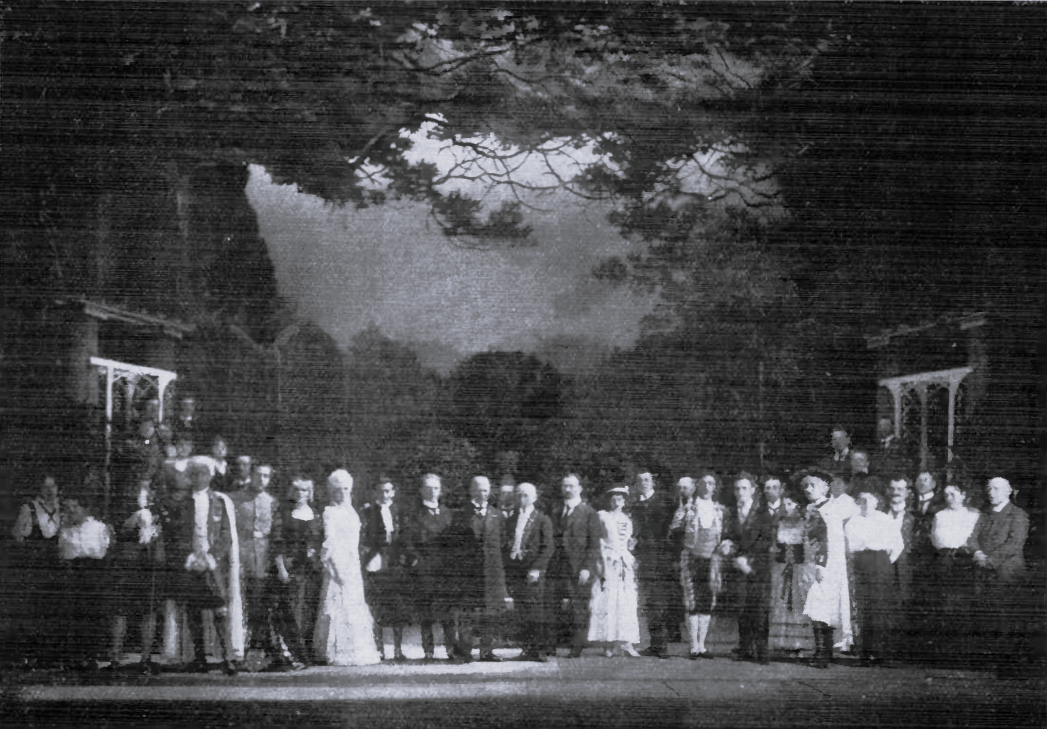
Vorstand und Mitglieder der Lübecker Oper in der Dekoration des letzten Aktes von „Figaros Hochzeit“ auf der Bühne des Liller Theaters.

Im Mai 1917 gab er mit der Lübecker Oper in der spielfreien Zeit des Theaters in Tournai und Lille an der Westfront elf Gastspiele.
August Strindberg, Heinrich Mann, Frank Wedekind, Eduard Stucken, Ernst Hardt, Herbert Eulenberg, Anton Wildgans, seltenere Hauptmann-Werke und andere wurden unter Fuchs erstmals in Lübeck gespielt.
Unter Fuchs wurden die Klassiker erstmals in der Inszenierung von deren opernhafter Vermummung befreit und auf zusammenfassende Stilisierung umgestellt. Unter seinen Regietaten in Lübeck blieben „Der Rosenkavalier“ (1911/12), „Hamlet“ (1913/14), das Lustspiel „Wie es euch gefällt“ (1916/17) und die Uraufführung von Heinrich Manns „Madame Legros“ (1916/17), in Erinnerung.
Mit ihrer nicht uneigennützigen Eingabe, den Theaterschluss auf 10 Uhr Abends festzusetzen, fanden die Lübeckischen Gastwirte zwar kein Gehör, bekamen im entbehrungsreichen Kriegswinter 1917/18 von unerwarteter Seite Unterstützung. Die Polizeibehörde schrieb, dass sie. um den allgemeinen Einsparungsvorgaben an Licht und Heizung genügen zu können, neuerdings auf einen 10-Uhr-Schluss zu bestehen hätte.
Während des Ersten Weltkriegs passte Fuchs seine Spielpläne dem Unterhaltungsbedürfnis. Dass diese infolgedessen von ihm öffentlich als „dürftig“ bezeichnet wurden, missfiel. Als die Stadt ihn für seine Äußerungen zur Rechenschaft zog und ihm auch eine jährliche Einkommensgarantie in Höhe von 6000 Mark verweigerte, wollte Fuchs die Verantwortung abgeben.
Für die Goldankaufwoche im Mai 1918, der Gewinn ging in die Kriegsaktion „Gold gab ich für Eisen“, holte Fuchs Max von Schillings, der seine Erfolgsoper Mona Lisa dirigierte, nach Lübeck.
Mit Beginn der neuen Spielzeit verließ Fuchs am 1. September 1918 die Hansestadt um, wie es hieß, als Pionier der deutschen Kunst in Riga (Baltikum) das dortige Stadttheater zu leiten.
Als August Bassermann am Hof- und Nationaltheater in Karlsruhe sein Amt als Intendant mit der 1919 endenden Spielzeit niederlegte, wurde Fuchs sein Nachfolger in dem kurz darauf in „Badisches Landestheater“ umbenannten Theater.
Fuchs war von 1921 bis 1931 Intendant der Städtischen Bühnen Essen.